# Левадне (Малинівська сільська громада)
Лева́дне — село в Україні, у Малинівській сільській громаді Пологівського району Запорізької області. Населення становить 1 особа. До 2018 орган місцевого самоврядування — Приютненська сільська рада.

## Географія
Село Левадне знаходиться за 2,5 км від річки Солона, на відстані 5 км від села Приютне.

## Історія
- 12 червня 2020 року, відповідно до Розпорядження Кабінету Міністрів України від № 713-р «Про визначення адміністративних центрів та затвердження територій територіальних громад Запорізької області», увійшло до складу Малинівської сільської громади.[2]
- 19 липня 2020 року, в результаті адміністративно-територіальної реформи та ліквідації Гуляйпільського району, село увійшло до складу Пологівського району.[3]
- 23 квітня 2022 село було захоплено окупантами.
- 12 червня 2023 року було звільнене від окупантів[4].

## Населення
Згідно з переписом УРСР 1989 року чисельність наявного населення села становила 19 осіб, з яких 5 чоловіків та 14 жінок.
За переписом населення України 2001 року в селі мешкала 1 особа. 100 % населення вказало своєю рідною мовою українську мову.